# Frederick M. Davenport
Frederick Morgan Davenport, född 27 augusti 1866 i Salem, Massachusetts, död 26 december 1956 i Washington, D.C., var en amerikansk politiker (republikan). Han var ledamot av USA:s representanthus 1925–1933.
Davenport är begravd på Woodlawn Cemetery i Bronx.